# Céu Azul (1994)
Céu Azul (Blue Sky) é um filme estadunidense de 1994 dirigido por Tony Richardson. Estrelado por Jessica Lange, Tommy Lee Jones, Powers Boothe, Carrie Snodgress, Amy Locane, Galynn Duggan, e Chris O'Donnell. Seu enredo é sobre um encobrimento nuclear. Foi adaptado por Rama Stagner, Arlene Sarner e Jerry Leichtling. A trilha sonora original foi composta por Jack Nitzsche.
Filmado de 14 de maio a 16 de julho de 1990, o filme foi concluído em 1991, mas devido à falência da Orion Pictures, ficou na prateleira até 1994, três anos após a morte de Richardson em 14 de novembro de 1991. Apesar disso, ganhou elogios da crítica e Lange ganhou o Oscar de Melhor Atriz de 1994, junto com o Globo de Ouro e o Los Angeles Film Critics Association.
O filme é baseado na vida real de Rama Stagner-Blum e no relacionamento entre seus pais, Clyde e Gloria Lee Moore-Stagner, durante os anos 1960, enquanto seu pai estava no exército. Mais tarde, eles se divorciaram e Gloria se casou antes de morrer em 1982.

## Sinopse
Hank Marshall (Tommy Lee Jones) é um engenheiro militar encarregado de realizar testes nucleares na base Matthews, no Alabama, início da década de 1960. Com ele estão sua mulher, Carly (Jessica Lange), e suas duas filhas. Carly é uma mulher instável - ora infantil, ora sedutora - que gosta de se sentir o centro das atenções sempre que pode e logo é assediada pelo General Vince (Powers Boothe), que tenta a todo custo levá-la para cama. Enquanto isso o major Hank vai tomando conhecimento das irregularidades cometidas pelo governo durante os experimentos nucleares, acabando por bater de frente com o general quanto às medidas tomadas na base e quantos às medias tomadas a respeito do assédio à sua mulher. 
Mas é quando o General Vince trama a internação de Hank em uma instituição psiquiátrica com o propósito de silenciá-lo sobre a real razão dos testes nucleares, é que Carly prova seu real sentimento de amor pelo marido, movendo céus e terras para conseguir o marido de volta.

## Elenco
- Jessica Lange ... Carly Marshall
- Tommy Lee Jones ... Hank Marshall
- Powers Boothe ... Vince Johnson
- Carrie Snodgress ... Vera Johnson
- Amy Locane ... Alex Marshall
- Chris O'Donnell ... Glenn Johnson
- Mitch Ryan ... Ray Stevens
- Dale Dye ... cel. Mike Anwalt
- Timothy Scott ... Ned Owens
- Annie Ross ... Lydia
- Anna Klemp ... Becky Marshall

## Principais prêmios
- Venceu, Melhor Atriz, Oscar 1995 (Jessica Lange)[7]
- Venceu, Melhor Atriz, Prêmios Globo de Ouro (Jessica Lange)[8]
- Venceu, Melhor Atriz, Associação de Críticos de Cinema de Los Angeles (Jessica Lange)[9]
- Venceu, Melhor Atriz Estrangeira, Sant Jordi Awards (Jessica Lange)
- Nomeada, Melhor Atriz, Prémio Screen Actors Guild 1995 (Jessica Lange)[10]
- Nomeada, Melhor Atriz, Associação de Críticos de Cinema de Chicago (Jessica Lange)
- Finalista, Melhor Atriz, Sociedade Nacional de Críticos de Cinema (Jessica Lange)